# Awake
Az Awake az amerikai progresszív metal együttes Dream Theater 1994-ben megjelent harmadik stúdióalbuma. A lemez az Egyesült Államokban a Billboard 200-as listáján a 32. helyig jutott. Az album producerei, John Purdell és Duane Baron, korábban Ozzy Osbourne 1991-es No More Tears lemezén dolgoztak.
A lemeznyitó "6:00" című dal James Joyce A halott (The Dead) c. novellájának feldolgozása. A "The Mirror"-ban különböző filmekből bevágva Meryl Streep és Jeremy Irons monológja hallható. A különös hangulatú zárószám "Space-Dye Vest" szintén számos filmből idéz, többek között az Oscar-díjas Szoba kilátással-ból.
Az albumhoz kiadott kislemezeken hallható egy-egy dal, melyek a nagylemezre nem kerültek fel. Ezek a "To Live Forever" és az "Eve". Az Awake dalainak eredeti demófelvételeit 2006-ban a Dream Theater Official Bootleg sorozatában jelentették meg Awake Demos 1994 címmel.
Kevin Moore billentyűs a lemez felvételei közben jelentette be a csapatnak, hogy az album elkészülte után távozik a zenekarból. A lemezbemutató turnén és a következő Dream Theater stúdióalbumon már Derek Sherinian játszott az együttesben.

## Az album dalai
1. "6:00" – 5:31
2. "Caught in a Web" – 5:28
3. "Innocence Faded" – 5:43
4. "A Mind Beside Itself: I. Erotomania" (instrumentális) – 6:45
5. "A Mind Beside Itself: II. Voices" – 9:53
6. "A Mind Beside Itself: III. The Silent Man" – 3:48
7. "The Mirror" – 6:45
8. "Lie" – 6:34
9. "Lifting Shadows off a Dream" – 6:05
10. "Scarred" – 11:00
11. "Space-Dye Vest" – 7:29

## Közreműködők
- James LaBrie – ének
- John Petrucci – gitár
- John Myung – basszusgitár
- Mike Portnoy – dobok
- Kevin Moore – billentyűs hangszerek